# Peter Russer
Peter Russer (* 7. Mai 1943 in Wien) ist ein emeritierter österreichischer Hochschul-Professor für Hochfrequenztechnik.

## Leben
Nach dem Studium der Elektrotechnik in den Jahren 1961 bis 1967 an der TU Wien war er von 1968 bis 1971 Wissenschaftlicher Mitarbeiter an der Lehrkanzel für Physikalische Elektronik. Im Jahr 1971 wurde er mit seiner Dissertation über den Wechselstrom-Josephsoneffekt bei Johannes_Pötzl zum Dr. techn. promoviert. Noch im selben Jahr ging er ins AEG-Telefunken-Forschungsinstitut nach Ulm und arbeitete dort zehn Jahre lang an breitbandigen optischen Nachrichtenübertragungssystemen. Unter seiner Leitung entstand die weltweit erste breitbandige digitale Lichtleitfaser-Übertragungsstrecke mit einer Übertragungsrate von 1 Gbit/s. Des Weiteren lieferte er grundlegende Beiträge zur Theorie des Rauschens elektronischer Schaltungen und zur breitbandigen Modulation von Halbleiterlasern.
Im Jahr 1981 folgte er einem Ruf an die Technische Universität München (TUM). In den folgenden Jahrzehnten bis 2008 prägte er als Ordinarius von hier aus in Forschung und Lehre die weitere Entwicklung der Hochfrequenztechnik, Elektronik und Optoelektronik. Seine theoretischen und experimentellen Arbeiten, die sich in zahlreichen Lehrbüchern und etwa 800 wissenschaftlichen Publikationen sowie über 60 Patenten niederschlagen, umfassen ein weites Fachgebiet, das von der Entwicklung von Methoden zur Berechnung elektromagnetischer Felder und Antennen über den rechnergestützten Entwurf von integrierten Mikrowellen- und Millimeterwellenschaltungen bis hin zu statistischen Rauschanalysen reicht.
Im Jahr 1990 übernahm er eine Gastprofessur an der Universität Ottawa und 1993 an der University of Victoria, beide in Kanada. In den Jahren 1992 bis 1995 war er zudem Institutsdirektor des Ferdinand-Braun-Instituts für Höchstfrequenztechnik (FBH) in Berlin. Im Jahr 1999 organisierte und leitete er als Conference Chairman die 29. Europäischen Mikrowellenkonferenz (EuMC) in München. Darüber hinaus war er Firmengründer von zwei Unternehmen für Mikrowellentechnik und Störemissionsmesstechnik.

## Ehrungen (Auswahl)
Peter Russer erhielt zahlreiche Preise und Ehrungen, unter anderem im Jahr 2010 den Ehrenring des Verbands der Elektrotechnik, Elektronik, Informationstechnik (VDE). Seit 1994 ist er Fellow des Institute of Electrical and Electronics Engineers (IEEE) und seit 2013 IEEE Life Fellow. Im Jahr 2007 wurde ihm die Ehrendoktorwürde der Moskauer Universität für Luftfahrttechnologie (MAI) verliehen.